# Frédérick Tristan
Frédérick Tristan (født 11. juni 1931 i Sedan, død 2. marts 2022) var en fransk forfatter, der i 1983 fik Goncourtprisen for romanen Les égarés.